# Sindrome di Hajdu-Cheney
La sindrome di Hajdu-Cheney è una malattia congenita autosomica dominante estremamente rara che colpisce le ossa ed il tessuto connettivo caratterizzata da un grave ed eccessivo riassorbimento osseo che conduce ad osteoporosi e ad un ampio spettro di possibili sintomi. Si riscontra di solito flessibilità delle ossa che induce malformazioni, soprattutto, ma non solo, a carico delle ossa lunghe, bassa statura, dolicocefalia, malformazione della mandibola e della mascella da cui originano problemi nell'articolazione della parola.